# Avenue D
Avenue D foi uma dupla norte-americano de electroclash, formado por Debbie D. (Debbie Attias) e Daphne D. (Daphne Gomez-Mena).
Teve nas festas promovidas por Larry Tee, nos anos 2000, o início de seu sucesso. Suas letras falam da libertação sexual da mulher, assim banalizando o sexo e outros temas que são ditos como "problemas" da sociedade. O seu maior hit é "Do I look like a slut?" que ficou muito famoso nas melhores festas de electroclash do mundo. Usam batidas do som eletrônico dos anos 80, com sons eletrônicos dos anos 2000 e algumas batidas que lembram o funk carioca. Vídeo clipes sexuais e estimulantes fazem parte da arte